# Blasió
Blasió (en llatí Blasio) va ser un sobrenom de la gens Cornèlia i la gens Hèlvia.
Entre els Cornelis cal esmentar: 
- Gneu Corneli Blasió, cònsol romà.
- Gneu Corneli Blasió (pretor), pretor de Sicília el 194 aC.[2]
- Publi Corneli Blasió, ambaixador romà.

Entre els Helvis els principals són:
- Marc Helvi Blasió, governador romà.
- Helvi Blasió, cavaller romà.